# Хуарес, Фредди
Фредери́ко «Фре́дди» Хуа́рес (англ. Frederico "Freddy" Juarez; род. 1 апреля 1978, Лас-Крусес, Нью-Мексико) — американский футболист, выступавший на позиции защитника, и футбольный тренер.

## Биография

### Карьера игрока
Хуарес начал свою профессиональную карьеру в 1998 году в клубе Эй-лиги «Эль-Пасо Пэйтриотс». Провёл в клубе шесть сезонов.
Выступал за шоубольную команду «Уичито Уингс» в сезоне Национальной профессиональной футбольной лиги 1999/2000.
22 апреля 2004 года Хуарес подписал контракт с клубом «Миннесота Тандер». Дебютировал за «Тандер» 25 апреля 2004 года в матче стартового тура сезона против «Калгари Мустангс». Провёл в клубе четыре сезона.
Хуарес был вызван в тренировочный лагерь сборной США по мини-футболу в октябре 2006 года.

### Карьера тренера
На протяжении всей своей игровой карьеры и после её завершения Хуарес работал тренером на юношеском уровне.
В 2010 году присоединился к филиалу академии клуба MLS «Реал Солт-Лейк» в Аризоне, где тренировал команды до 16 лет и до 18 лет. 23 декабря 2014 года Хуарес был назначен главным тренером новообразованного фарм-клуба РСЛ в USL — «Реал Монаркс». 6 декабря 2016 года перешёл в первую команду «Реал Солт-Лейк», войдя в тренерский штаб клуба в качестве ассистента главного тренера Джеффа Кассара. Ассистировал и последующим тренерам клуба — Дэрилу Шору и Майку Петке. После увольнения Петке 11 августа 2019 года Хуаресу было поручено исполнять обязанности главного тренера на оставшуюся часть сезона 2019. После того как РСЛ под его руководством занял третье место в турнирной таблице Западной конференции, а в постсезоне дошёл до полуфинала конференции, 3 декабря 2019 года он был утверждён главным тренером клуба на постоянной основе. 27 августа 2021 года Хуарес покинул «Реал Солт-Лейк».
1 сентября 2021 года Хуарес вошёл в тренерский штаб «Сиэтл Саундерс» в качестве ассистента главного тренера Брайана Шмецера.

## Статистика тренера
| Команда        | Начало работы   | Окончание работы | Результаты | Результаты | Результаты | Результаты | Результаты |
| Команда        | Начало работы   | Окончание работы | И          | В          | Н          | П          | В %        |
| -------------- | --------------- | ---------------- | ---------- | ---------- | ---------- | ---------- | ---------- |
| Реал Монаркс   | 23 декабря 2014 | 6 декабря 2016   | 60         | 18         | 14         | 28         | 030,00     |
| Реал Солт-Лейк | 11 августа 2019 | 27 августа 2021  | 55         | 18         | 14         | 23         | 032,73     |
| Всего          | Всего           | Всего            | 115        | 36         | 28         | 51         | 031,30     |